# Século V
O século V é o período de 1 de janeiro de 401 a 31 de dezembro de 500 de acordo com o calendário juliano na Era Comum. O século V é conhecido por ser um período de migração e instabilidade política em toda a Eurásia. Foi notável por ser um tempo de desastre repetido e instabilidade internamente e externamente para o Império Romano do Ocidente, que acabou entrando em colapso e chegou ao fim em 476 d.C. O Império Romano do Ocidente foi governado por uma sucessão de imperadores fracos, e o verdadeiro poder começou a cair cada vez mais nas mãos de generais poderosos. A instabilidade interna permitiu a um exército visigodo alcançar e saquear Roma em 410. Algumas recuperações ocorreram durante as décadas seguintes, mas o Império Ocidental recebeu outro golpe sério quando um segundo grupo estrangeiro, os vândalos, ocuparam Cartago, capital de uma província extremamente importante em África. As tentativas de retomar a província foram interrompidas pela invasão dos hunos sob Átila. Após a derrota de Átila, os impérios oriental e ocidental uniram forças para um ataque final aos vândalos n o Norte da África, mas esta campanha foi um fracasso espetacular.
No final do século V, o Império Gupta da Índia foi invadido a partir da Ásia Central e ocupado por elementos dos povos Huna. Esses povos podem ter sido relacionados aos hunos que devastaram Roma durante o mesmo período.
Na China, o período dos Dezesseis Reinos continuava. Isso foi caracterizado pela formação e colapso de pequenos sub-reinos, governados por grupos étnicos em guerra. Após a queda do Antigo Qin no final do século anterior, o norte da China foi mais uma vez reunido por Uei do Norte em 439. Enquanto isso, na dinastia Jin Oriental, o estadista e general Liu Yu consolidou seu poder e forçou o último imperador da dinastia Jin, o imperador Gong de Jin, a abdicar em 420. Isso criou a dinastia (Liu) Song, que também foi o ponto de partida do período conhecido como Dinastias do Norte e do Sul.

## Décadas e anos
| Década de 390 | 390 | 391 | 392 | 393 | 394 | 395 | 396 | 397 | 398 | 399 |
| Década de 400 | 400 | 401 | 402 | 403 | 404 | 405 | 406 | 407 | 408 | 409 |
| Década de 410 | 410 | 411 | 412 | 413 | 414 | 415 | 416 | 417 | 418 | 419 |
| Década de 420 | 420 | 421 | 422 | 423 | 424 | 425 | 426 | 427 | 428 | 429 |
| Década de 430 | 430 | 431 | 432 | 433 | 434 | 435 | 436 | 437 | 438 | 439 |
| Década de 440 | 440 | 441 | 442 | 443 | 444 | 445 | 446 | 447 | 448 | 449 |
| Década de 450 | 450 | 451 | 452 | 453 | 454 | 455 | 456 | 457 | 458 | 459 |
| Década de 460 | 460 | 461 | 462 | 463 | 464 | 465 | 466 | 467 | 468 | 469 |
| Década de 470 | 470 | 471 | 472 | 473 | 474 | 475 | 476 | 477 | 478 | 479 |
| Década de 480 | 480 | 481 | 482 | 483 | 484 | 485 | 486 | 487 | 488 | 489 |
| Década de 490 | 490 | 491 | 492 | 493 | 494 | 495 | 496 | 497 | 498 | 499 |
| Década de 500 | 500 | 501 | 502 | 503 | 504 | 505 | 506 | 507 | 508 | 509 |